# Рубен Дуарте
Рубен Дуарте (ісп. Rubén Duarte, нар. 18 жовтня 1995, Альмерія) — іспанський футболіст, захисник клубу «Депортіво Алавес» і молодіжної збірної Іспанії.

## Клубна кар'єра
Народився 18 жовтня 1995 року в місті Альмерія. Вихованець юнацьких команд футбольних клубів «Полідепортіво» та «Еспаньйол».
У дорослому футболі дебютував 2012 року виступами за команду «Еспаньйол Б», в якій провів три сезони, взявши участь у 72 матчах чемпіонату. Більшість часу, проведеного у складі другої команди «Еспаньйола», був основним гравцем захисту команди.
До складу головної команди «Еспаньйола» почав залучатися 2015 року. Відтоді встиг відіграти за барселонський клуб 20 матчів в національному чемпіонаті.

## Виступи за збірні
У 2011 році дебютував у складі юнацької збірної Іспанії, взяв участь у 18 іграх на юнацькому рівні, відзначившись 2 забитими голами.
З 2015 року залучається до складу молодіжної збірної Іспанії. На молодіжному рівні зіграв у 5 офіційних матчах.